# Bek Air
Bek Air war eine kasachische Billigfluggesellschaft mit Sitz in Almaty und Basis auf dem Flughafen Almaty. Sie flog ausschließlich Ziele innerhalb Kasachstans an. Nach dem Flugunfall am 27. Dezember 2019 mit 13 Toten wurde Bek Air bis auf weiteres die Betriebserlaubnis entzogen.

## Geschichte
Bek Air wurde 1999 als Berkut Air gegründet. Im Jahr 2011 wurde der Name in Bek Air geändert. Sie beflog überwiegend Ziele innerhalb Kasachstans.
Nach dem Unfall am 27. Dezember 2019 stellte die Unfalluntersuchungskommission unter anderem fest, dass es bei der Gesellschaft eine „signifikant höhere Anzahl ernster Verstöße als akzeptabel“ gegen Sicherheitsvorschriften gab. Verstöße wurden zum Beispiel bezüglich der Pilotenschulung, Schwimmwesten, Notfallsendern und Feuerschutz im Frachtraum festgestellt. Der Zustand von Bek Airs Flotte wurde als „generell unbefriedigend“ bezeichnet.
Insbesondere aber wurden zwei Arten von Verstößen hervorgehoben: zum einen die mangelnde Dokumentation von Wartungsmaßnahmen, auch hinsichtlich des Tauschs von Komponenten zwischen verschiedenen Flugzeugen; zum anderen wurde als noch ernsterer Verstoß festgestellt, dass Typenschilder der Triebwerke mit deren Seriennummern entfernt worden waren, weshalb weder die Identität noch die Betriebszeit und Nutzungshäufigkeit der Motoren festgestellt werden kann. Bek Air teilte daraufhin mit, dass die Typenschilder – auch von anderen Flugzeugteilen – entfernt worden seien, weil sie „aufgrund von Vibrationen und anderen Belastungen nur noch schwach befestigt“ gewesen seien.

## Flotte

### Aktuelle Flotte
Mit Stand Juni 2020 besteht die Flotte der Bek Air aus 9 Flugzeugen mit einem Durchschnittsalter von 27,6 Jahren:
| Flugzeugtyp     | Anzahl | bestellt | Anmerkungen                         |
| --------------- | ------ | -------- | ----------------------------------- |
| Fokker 100      | 9      |          | seit 27. Dezember 2019 alle inaktiv |
| Irkut MC-21-300 |        | 10       | Ersatz für Fokker 100               |
| Gesamt          | 11     | 7        |                                     |

### Ehemalige Flugzeugtypen
In der Vergangenheit setzte Bek Air auch folgenden Flugzeugtyp ein:
- Airbus A340-300

## Zwischenfälle

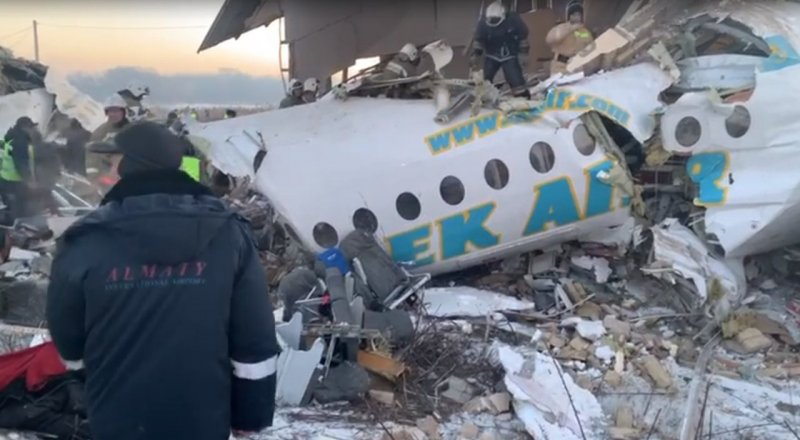
Die 2019 verunglückte Fokker 100 UP-F1007

- Seit dem 27. März 2016 ist eine Fokker 100 (Kennzeichen UP-F1012) nicht mehr einsatzbereit.[6] Bei der Fokker 100 konnte zur Landung am Flughafen Astana das Bugfahrwerk nicht ausgefahren werden.[7]

- Am 27. Dezember 2019 verunglückte beim Start vom Flughafen Almaty eine Fokker 100 der Bek Air (UP-F1007). Die Maschine sackte kurz nach dem Abheben wieder nach unten durch und durchbrach eine Betonmauer hinter der Startbahn, ehe sie mit einem Gebäude kollidierte. Von den 93 Passagieren und fünf Besatzungsmitgliedern verstarben dreizehn (siehe auch Bek-Air-Flug 2100).[8][9][10][11]